# Povilionis
Pavilionis ist ein litauischer männlicher Familienname.

## Herkunft
Der Familienname ist vom litauischen männlichen Vornamen Povilas abgeleitet.

## Weibliche Formen
- Povilionytė (ledig)
- Povilionienė (verheiratet)

## Personen
- Vidmantas Povilionis (* 1948), Diplomat und Politiker